# NGC 6860
NGC 6860 é uma galáxia espiral (Sb) localizada na direcção da constelação de Pavo. Possui uma declinação de -61° 05' 59" e uma ascensão recta de 20 horas, 08 minutos e 47,1 segundos.
A galáxia NGC 6860 foi descoberta em 11 de Agosto de 1836 por John Herschel.